# RCCニュース6
『RCCニュース6』（アールシーシーニュースシックス）は、中国放送（RCCテレビ）で放送されていた平日夕方のローカルニュース番組である。

## 概要

### 第1期
第1期はNHK広島放送局『ひろしま640』よりも1週間早い1976年3月29日に開始され、1990年3月30日まで14年間も続いた。その後、TBSで新報道番組『JNNニュースの森』の放送開始により18:00から番組をスタートさせることができなくなったために終了し、『RCCスコープ』に夕方のニュース番組の座を譲った。

#### 第1期のキャスター
（男性）
- 佐伯亨
- 安田誠一

（女性）
- 浅井満里子
- 加藤万里子（平井万里子）
- 近藤良恵
- 世良洋子
- 俵三恵
- 楢崎仁美
- 藤本修子

### 第2期
第1期終了から19年後の2009年3月30日、『イブニングニュース・広島』から再び『RCCニュース6』にタイトルが戻され、第2期がスタートする。開始当初から半年『総力報道!THE NEWS』に内包された形（所謂インサート枠）として放送されるが、半年後の『総力報道!THE NEWS』の放送枠縮小に伴い、2009年9月28日よりインサート枠は解消された。
放送時間も5分早まり、18:00 - 18:40に移動。第1期放送終了から19年半を経て、再び18:00放送開始となった。ただし、2010年3月26日の『総力報道!THE NEWS』の放送終了、3月29日からの『Nスタ』の放送開始といったTBSの番組改編により、この18:00番組スタートも見直され、1990年度のような番組タイトル変更こそ無かったが、『Nスタ』が終わった後の18:15 - 19:00の45分間のローカル枠に移動することとなった。ハイビジョン制作。
2019年12月27日をもって終了し、翌2020年1月6日より『イマナマ!』内にローカルニュースを統合する。

#### 第2期のキャスター
- 終了時点のキャスターは新番組『イマナマ!』のニュースキャスターとなる。

（男性）
- 小林康秀（2009年3月30日 - 2019年12月27日）

（女性）
- 中根夕希（2019年4月2日 - 2019年12月27日）

#### 第2期の過去のキャスター
| 期間      | 期間       | メインキャスター | メインキャスター                               | メインキャスター                               | メインキャスター                               | メインキャスター                               | サブキャスター    | 天気                 | 天気                 |
| 期間      | 期間       | 男性             | 女性                                           | 女性                                           | 女性                                           | 女性                                           | サブキャスター    | 天気                 | 天気                 |
| 期間      | 期間       | 男性             | 月                                             | 火                                             | 水                                             | 木・金                                         | サブキャスター    | 月―木                | 金                   |
| --------- | ---------- | ---------------- | ---------------------------------------------- | ---------------------------------------------- | ---------------------------------------------- | ---------------------------------------------- | ----------------- | -------------------- | -------------------- |
| 2009.3.30 | 2010.6.25  | 小林康秀         | 伊藤文                                         | 伊藤文                                         | 伊藤文                                         | 伊藤文                                         | （不在）          | 女性キャスターが兼任 | 女性キャスターが兼任 |
| 2010.6.28 | 2011.9.30  | 小林康秀         | 吉田幸 田口麻衣 和佐由紀子 藤村伊勢 泉水はる佳 | 吉田幸 田口麻衣 和佐由紀子 藤村伊勢 泉水はる佳 | 吉田幸 田口麻衣 和佐由紀子 藤村伊勢 泉水はる佳 | 吉田幸 田口麻衣 和佐由紀子 藤村伊勢 泉水はる佳 | （不在）          | 女性キャスターが兼任 | 女性キャスターが兼任 |
| 2011.10.3 | 2012.3.30  | 小林康秀         | 吉田幸                                         | 藤村伊勢                                       | 藤村伊勢                                       | 吉田幸                                         | （不在）          | 女性キャスターが兼任 | 女性キャスターが兼任 |
| 2012.4.2  | 2014.6.27  | 小林康秀         | 吉田幸                                         | 吉田幸                                         | 吉田幸                                         | 吉田幸                                         | （不在）          | 女性キャスターが兼任 | 女性キャスターが兼任 |
| 2014.6.30 | 2014.9.26  | 小林康秀         | 吉田幸                                         | 吉田幸                                         | 吉田幸                                         | 吉田幸                                         | （不在）          | 岸真弓               | 岩永哲               |
| 2014.9.29 | 2016.4.1   | 小林康秀         | 吉田幸                                         | 吉田幸                                         | 吉田幸                                         | 吉田幸                                         | 河村綾奈 中根夕希 | 岸真弓               | 岩永哲               |
| 2016.4.4  | 2019.3.29  | 小林康秀         | 中根夕希                                       | 中根夕希                                       | 河村綾奈                                       | 河村綾奈                                       | （不在）          | 岸真弓               | 岩永哲               |
| 2019.4.1  | 2019.12.27 | 小林康秀         | 中根夕希                                       | 中根夕希                                       | 中根夕希                                       | 中根夕希                                       | （不在）          | 岸真弓               | 岩永哲               |

## 放送時間
表記時間はJST。

### 第1期
- 18:00 - 18:30 （1976年3月29日 - 1990年3月30日）

開始当初はこれとは別で17:50-18:00に中国新聞ニュース（建前上は中国新聞社製作だが、実製作は共同テレビ（素材上はフジテレビジョン制作裏送り）の「共同テレニュース」を引用）も前座として放送された。

### 第2期
- 18:05 - 18:45 （2009年3月30日 - 2009年9月25日）
- 17:50 - 18:40 （2009年9月28日 - 2010年3月26日）（17:50 - 18:00は、『イブニングワイド』をネット）[2]。
- 18:15 - 19:00 （2010年3月29日 - 2012年3月30日）
- 18:15 - 18:56 （2012年4月2日 - 2019年12月27日）
  - プロ野球広島東洋カープ戦中継『Veryカープ! RCCカープナイター』を18:15から放送する際は『Nスタ・第1部』を臨時非ネットとした上で『イマなまっ!』を『Veryカープ! イマなまっ!×ニュース6』として17:50まで枠拡大。17時台から本番組の出演者が合流して県内ニュースを伝えている。該当日に『イマなまっ!』を拡大しないか休止となった場合は、『Nスタ・第1部』を概ね「イノ天」が終わる17:30頃までネットし、その後広島のスタジオから『 - ニュース6』のフォーマットで県内ニュース・天気予報を放送。